# Зозулинець дрібнокрапчастий
{{#ifeq:0|0|{{#if:|{{#if:Orchispunctulata|[[]}}|}}}}
Зозулинець дрібнокрапчастий (Orchis punctulata) — вид трав'янистих рослин родини орхідні (Orchidaceae), поширений у південній Європі й західній Азії.

## Опис
Багаторічна рослина 25–60 см заввишки. Квітки жовтувато-зеленуваті з коричнево-пурпуровими або фіолетовими цяточками, з сильним запахом ванілі. Приквітки зелені, трикутно-яйцюваті, загострені. Суцвіття колосоподібне.
Цвіте у травні–червні. Плодоносить у червні–липні.

## Поширення
Поширений у Греції, Криму, на півдні європейської Росії, у Західній Азії (Кіпр, Туреччина, Закавказзя (Азербайджан, Вірменія та Грузія), Іран, Ліван, Ізраїль, Західний берег Палестини, західна Йорданія).
В Україні вид зростає серед чагарників, на лісових галявинах — у гірському Криму, спорадично; у степовій частині Криму (ок. Феодосії) і південному Криму (долина Ласпі, ок. смт Судак), дуже рідко.

## Значення
Декоративне, лікарське.

## Загрози й охорона
Локалізовані втрати середовища проживання через урбанізацію впливають на деякі підгрупи по всьому ареалу.
Усі види орхідей включені до Додатку B до Конвенції про міжнародну торгівлю видами дикої фауни та флори (CITES). Цей вид також занесений до Додатку I до Конвенції про охорону дикої природи та природних середовищ існування (Бернська конвенція). Вид зустрічається в біосферному заповіднику Джабал Муса в Лівані. Orchis punctulata занесений до Червоних книг України та Греції. Занесений до Червоної книги Україні в статусі «Зникаючий». Охороняється в Кримському, Карадазькому ПЗ, заказниках загальнодержавного значення «Байдарський», «Мис Айя».